# Ždaňa
Ždaňa (bis 1927 slowakisch „Ždáňa“; ungarisch Hernádzsadány – bis 1902 Zsadány) ist eine Gemeinde in der Ostslowakei.

## Geografie
Die Gemeinde liegt am Fuße des Gebirges Slanské vrchy im Košická kotlina (Kaschauer Becken) am Lauf des Hornád, etwa 15 Kilometer von Košice entfernt, nahe der Grenze zu Ungarn.

## Geschichte
Die älteste erhaltene Erwähnung der Gemeinde, als Sudan, stammt von 1222.
Im 19. und 20. Jahrhundert war der Ort Sitz einer Stuhlbezirksverwaltung innerhalb des ungarischen Komitats Abaúj-Torna.
Bis 1918 gehörte die Gemeinde im Komitat Abaúj-Torna zum Königreich Ungarn und kam dann zur neu gegründeten Tschechoslowakei. Durch den Ersten Wiener Schiedsspruch gehörte sie von 1938 bis 1945 kurzzeitig wieder zu Ungarn.

## Bevölkerung
| Jahr                | 1994 | 2004    | 2014    | 2024    |
| ------------------- | ---- | ------- | ------- | ------- |
| Anzahl der Personen | 1341 | 1308    | 1389    | 1350    |
| Unterschied         |      | −2,46 % | +6,19 % | −2,80 % |

| Jahr                | 2023 | 2024 |
| ------------------- | ---- | ---- |
| Anzahl der Personen | 1350 | 1350 |
| Unterschied         |      | +0 % |